# 쿠라이시족

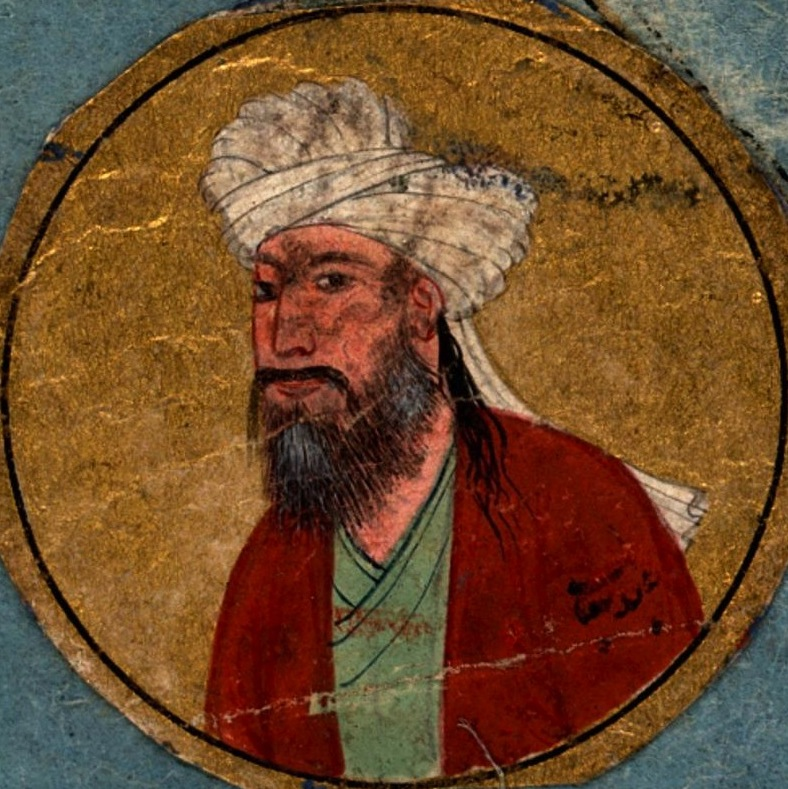

쿠라이시족(아랍어: قريش, Quraysh)은 이슬람의 발흥 이전 메카를 지배하던 아랍 부족이다. 특히, 이슬람교의 창시자이자 예언자인 무함마드가 쿠라이시족에 속한 바누 하심 가문 출신이었다.
아라비아 반도 북부에 거주하던 부족인 키나나족(Kinana)의 일파로서 처음에는 메카와 카바 인근에서 유목 생활을 했다. 메카와 카바에 정착한 이후에는 대외 무역 활동을 전개하면서 부와 세력을 확장해 나갔다.
630년 메카를 정복한 무함마드는 메카와 카바에 있던 우상들을 파괴했다. 이 과정에서 쿠라이시족은 무함마드의 지시에 따라 우상 숭배를 배격했고 이슬람교로 개종하게 된다. 이후 우마이야 왕조의 왕가인 우마이야가, 아바스 왕조의 왕가인 아바스가가 쿠라이시족 출신이었을 정도로 이슬람 제국 역사에서 수많은 귀족들을 형성했다.

## 같이 보기
- 쿠라이시의 매
- 반누